# Маруяма, Масао (генерал-лейтенант)
Масао Маруяма (яп. 丸山 政男 маруяма масао, 13 сентября 1889 — 11 ноября 1957) — генерал-лейтенант Императорской армии Японии, участник Второй Мировой войны.

## Биография
Маруяма родился 13 сентября 1889 года в префектуре Нагано. В 1911 году закончил Военную академию Императорской армии Японии, а в 1919 — Высшую военную академию Императорской армии Японии. С 1923 по 1925 служил военным атташе в Великобритании, с 1929 по 1930 — в Британской Индии. После возвращения в Японию получил назначение в Генеральный Штаб Императорской армии Японии, где занимался вопросами американской и британской военной разведки. В 1934 году возвратился в Англию и работал до следующего года при японском посольстве в Лондоне.
После повышения в чине до полковника в 1935 году Маруяма возвратился в Генштаб в Токио. В 1937—1938 годах командовал 4-м полком Императорской гвардии. С начала Второй японо-китайской войны был полевым командиром в время инцидента на Лугоуцяо в июле 1937. 15 июля 1938 года получил звание генерал-майора и был назначен командующим 6-й пехотной бригады.
Во время пребывания в звании генерал-лейтенанта и командующего 2-й пехотной дивизии, Марияма и его солдаты были направлены на Гуадалканал в сентябре-октябре 1942 года в ответ на высадку войск Союзников на остров. Во время битвы за Гуадалканал, Маруяма командовал войсками в боях в районе Матаникау и в последующем сражении за Хендерсон-Филд в октябре 1942, где его войска были разбиты. Маруяма и выжившие солдаты его дивизии были эвакуированы из Гуадалканала в феврале 1943. С июня 1943 по март 1944 служил при Генеральном штабе, затем подал в отставку.
Умер 11 ноября 1957 года.